# 허기락
허기락(許基洛, 일본식 이름: 岩村基洛이와무라 기라쿠, 1903년 12월 29일 ~ ?)은 일제강점기에 만주 지역에서 활동하였던 친일 사회주의 운동가이다. 다른 이름으로 허수돌(許秀乭)이 있다.

## 생애
본적지는 함경북도 길주군이다. 1926년에 옌지에서 남신동맹연합청년회라는 청년 조직에서 회장을 지내고, 같은 해 조선공산당에 입당하여 지역 책임자로 임명되는 등 사회주의 계열에서 활동을 시작했다.
1926년 10월에는 간도에서 조직되어 러시아의 고려공산당과 연계를 갖고 있던 동만청년총연맹 임시총회가 열렸는데, 허기열은 이 회의에 운일청년회라는 단체의 대표로 참석했다. 이듬해에는 동만청년총동맹의 집행위원이 되었고, 1930년에 중국공산당 당원으로 혁명자후원회라는 조직의 조직부장을 역임하는 등 여러 해 동안 활발한 활동을 벌였다.
그러나 1930년 간도 5·30 사건으로 체포된 후 전향하였다. 1934년에 관동군 헌병대의 특무조직인 간도협조회가 출범하자 핵심 인물로서 참여하여 본부 교양부장직을 맡았다. 간도협조회에서 주로 항일 세력에 대한 정보 수집 업무를 담당하였으나, 옌지에서 직접 항일부대원을 체포한 일도 있다. 1936년에 만주국협화회로 개편된 후에도 특별공작부에 소속되어 조직 사업과 정보수집 사업을 담당했다. 1936년을 기준으로 헌병 상등병에 준하는 대우를 받았다.
1938년에 만주국협화회가 해산된 뒤에도 관동군 정보부의 특무기관에서 공작원을 양성하는 기관원으로 활동하였고, 1942년까지도 간도의 왕칭 현에서 선무 공작을 담당한 사실이 확인된다. 일제 말기인 1943년부터 이듬해까지는 약 20여 명의 공작원이 소속된 ‘혈맹단’이라는 특무 조직을 이끌었다.
대한민국 친일반민족행위진상규명위원회가 2007년에 발표한 친일반민족행위 195인 명단과 2008년 민족문제연구소가 공개한 친일인명사전 수록예정자 명단에 모두 들어 있다.

## 같이 보기
- 간도협조회
- 만주국협화회

## 참고자료
- 친일반민족행위진상규명위원회 (2007년 12월). 〈허기락〉 (PDF). 《2007년도 조사보고서 II - 친일반민족행위결정이유서》. 서울. 2314~2324쪽쪽. 발간등록번호 11-1560010-0000002-10. [깨진 링크(과거 내용 찾기)]